# Milton (Massachusetts)
Milton is een plaats in Norfolk County in de staat Massachusetts in de Verenigde Staten met 25.902 inwoners in 2006, waarvan 43% een Ierse achtergrond heeft.

## Geboren
- Richard Buckminster Fuller (1895-1983), architect, constructeur, designer en schrijver
- George H.W. Bush (1924-2018), 41e President van de Verenigde Staten (1989-1993)